# Csak szexre kellesz
A Csak szexre kellesz (eredeti cím: No Strings Attached) 2011-ben bemutatott amerikai romantikus filmvígjáték, melynek főszereplői Natalie Portman és Ashton Kutcher. A filmet Ivan Reitman, a forgatókönyvet Elizabeth Meriwether és Mike Samonek írta, a zenéjét John Debney szerezte.
Emma és Adam gyerekkoruk óta barátok, de felnőttként egyik reggel szeretkeznek. A helyzetet úgy próbálják megoldani, hogy megállapodnak: egymás között semmilyen mélyebb kapcsolat nem jöhet létre, csak alkalmi szeretkezésről lehet szó.
Az USA és Kanada mozijai 2011. január 21-én kezdték vetíteni a filmet.

## Cselekmény
Emma (Natalie Portman) és Adam (Ashton Kutcher) két barát, akik évekig nem találkoztak egymással, egyszer pedig véletlenül – egy közös barátjuknak, Patrice-nek köszönhetően – egymásba futnak. Emma ekkor rezidens egy kórházban, míg Adam a Glee – Sztárok leszünk! műsor asszisztense. Minden vágya, hogy egyszer ő írja meg a műsor forgatókönyvét. Bár Adam elmenti Emma telefonszámát, később mégsem jut eszébe, hogy felhívja.
Hat hónappal később Adam rájön, hogy excentrikus apjának (Kevin Kline) viszonya van a volt barátnőjével, Vanessával. Édesapja a televízióban futó Nagy Scott névadó műsorvezetője. Mikor Adam rájön, hogy őt bizony dobták, eszeveszetten nekiáll, és felhívja az összes barátnőjét. Azt kérdezi, lenne-e valakinek kedve vele szeretkezni. A következő reggelen egy átmulatott éjszaka után részegen ébred. Nehezen rájön, hogy Emmának is küldött SMS-t, és most nála találta magát. Emma a hálószobájába vezeti Adamet, ahol nyugodtan fel tudja venni a nadrágját. Ehelyett azonban vad szeretkezésbe kezdenek.
Mivel Emma nem hisz a szerelemben – szerinte nincs olyan, hogy két ember eleve egymásnak lenne teremtve – azt ajánlja, hogy alkalmi szex legyen közöttük. Ehhez néhány szabályt le kell fektetni, nehogy kapcsolatuk túl érzelmes legyen. Az elején minden rendben megy, de később Adamet nyugtalanítja, hogy Emma egy doktorral, Sammel is túlságosan jóban van. Bár tagadja, hogy féltékeny lenne, mindig ajándékokat küld, amiket azonban állandóan visszautasít.
Adam nem tudja mitévő legyen, mikor apja meghívja, hogy a születésnapi vacsoráját vele és Vanessával költse el. Itt jelentik be, hogy Vanessa és Adam apja kisbabát szeretnének. A vacsorára Adam nem egyedül, hanem Emmával érkezik. Emma leteremti a párt, miközben megvédi Adamet. Adam ekkor megpróbál leszervezni egy randevút Valentin napjára. A dolgok egész addig jól mennek, míg Emma rosszul nem érzi magát amiatt, hogy ő most randizik. Adam szerelmet vall, mire Emma felbátorodik, és megmondja Adamnek, hogy egy olyan nővel kéne járnia, aki nem bántja meg őt. Adam kiteszi Emmát a kórháznál, majd hazahajt.
Hat héttel később leforgatják az első olyan epizódot, melynek Adam írta a forgatókönyvét. A kéziratot Adam Lucynek, egy produkciós segédnek adta. Ennek az lett a következménye, hogy Adamet felvették a film írói közé. Ezalatt Emma nem bírta elviselni, hogy nem lehet Adammel. Ez az érzés csak még rosszabb lett a húga esküvőjének előestéjén. Erre rátesz még egy lapáttal, hogy megözvegyült édesanyja az új barátjával érkezik meg a házhoz.
Emma megpróbálja felhívni Adamet, de Adam nem veszi fel a telefont. A nő ekkor ébred rá, mennyire is hiányzik neki a férfi, és mennyire vele szeretne lenni. Ráveszi magát, és elutazik hozzá. Adam viszont Lucyval érkezik a házhoz, akiről Emma azt hiszi, hogy Adam új barátnője. Emma visszafordul, és könnyező szemmel visszamegy az esküvőre.
Mielőtt Adam és Lucy összefeküdhettek volna, Vanessa felhívta Adamet. Édesapja kórházba került, mivel túladagoltak egy gyógyszert. Mikor Adam a kórházhoz érkezik, Vanessa tudtára adja, hogy nem akar egy öreg emberrel együtt élni.
Kifelé jövet ismét Emma hívja Adamet. A férfi idegesen közli a nővel, hogy szüksége lenne igazi személyes beszélgetésre. Hisz a legmélyén úgyis erre vágyik. Emma épp azért ment a kórházhoz, mert az egyik barátnője, egy kórházi rezidens szólt neki, hogy Adam apját bevitték. Adam és Emma együtt távoznak, majd egy közös éjszaka után együtt reggeliznek, majd együtt mennek el Emma húgának az esküvőjére. Emma megkérdezi, hogy most mi fog történni, mire Adam csak tovább fogja a kezét.
A záró képen azt lehet látni, amint Lucy átveszi Vanessa helyét.

## Szereplők
| Színész          | Szereplő                    | Magyar hang        |
| ---------------- | --------------------------- | ------------------ |
| Natalie Portman  | Dr. Emma K. Kurtzman        | Zsigmond Tamara    |
| Ashton Kutcher   | Adam Franklin               | Karácsonyi Zoltán  |
| Greta Gerwig     | Patrice                     | Németh Borbála     |
| Jake M. Johnson  | Eli                         | Szabó Máté         |
| Cary Elwes       | Dr. Metzner                 | ?                  |
| Mindy Kaling     | Shira                       | Bogdányi Titanilla |
| Kevin Kline      | Alvin Franklin, Adam apja   | R. Kárpáti Péter   |
| Chris Bridges    | Wallace                     | Kálid Artúr        |
| Olivia Thirlby   | Katie, Emma húga            | Kovács Patrícia    |
| Lake Bell        | Lucy                        | Kéri Kitty         |
| Ophelia Lovibond | Vanessa                     | Vadász Bea         |
| Talia Balsam     | Sandra Kurtzman, Emma anyja | Ősi Ildikó         |
| Guy Branum       | Guy                         | Maday Gábor        |
| Adhir Kalyan     | Kevin                       | ?                  |
| Ben Lawson       | Sam                         | Széles Tamás       |
| Matthew Moy      | Chuck                       | ?                  |
| Jennifer Irwin   | Megan                       | Götz Anna          |
| Abby Elliott     | Joy                         | ?                  |
| Vedette Lim      | Lisa                        | Martin Adél        |
| Mollee Gray      | Sari                        | Dögei Éva          |
| Dylan Hayes      | Adam fiatalon               | Hamvas Dániel      |
| Phil LaMarr      | Rendőr                      | ?                  |
| Tyne Stecklein   | Victoria                    | (nem szólal meg)   |

## Forgatás
A Csak szexre kellesz filmet Elisabeth Merriwether „Friends With Benefits” című színdarabja alapján Ivan Reitman rendezte. A Paramount Pictures-nél a filmről először 2010. márciusban beszéltek. Akkor még mint név nélküli projekt volt. Ashton Kutcher és Natalie Portman színészeket választották ki a főbb szerepek megformálására. Ekkor a Paramount úgy tervezte, a film 2011. január 7-én kerül majd a mozikba. Reitman így nyilatkozott a szabad szerelemről: "A gyermekeimen vettem észre, hogy ennek a generációnak könnyebb szexuális, mint érzelmi kapcsolatot kialakítania. A nemek manapság így bánnak egymással." A film felvétele 2010. májusban indult meg. A film végleges címe 2010. novemberben kristályosodott ki, és ekkor dőlt el, hogy először 2011. január 21-én lehet majd a művet a mozikban látni.
Bár az időzítés nem volt előre eltervezve, Portman nagyon örült, hogy a Fekete hattyúban alakított negatív szerepe után egy pozitív alakot formálhatott meg.

## Megjelenés

### Előadások
A Csak szexre kellesz művet 2011. január 11-én mutatták be először Los Angelesben a Fox Village Theatre színpadján. A filmet január 21-én az USA és Kanada területén 3018 mozi kezdte el vetíteni. Célközönsége a 17–24 év közötti nők voltak, a film fő riválisa pedig A dilemma volt. A közvélemény-kutatások azt derítették ki, hogy a célközönség izgalma egyre inkább fokozódott, ahogy közeledett a premier időpontja. Leginkább a spanyol ajkú nézők figyelmét sikerült felkelteni. A stúdió elképzelései szerint a 15–20 éves korosztályból több millióan nézik majd meg az alkotást, akárcsak a többi, hasonló besorolású film esetében. A Csak szexre kellesz úgy tűnt a kezdetekkor, hogy nem tudja megelőzni az előző heti kasszasiker, a Zöld Darázs eredményét. Ennek a filmnek az első heti bevétele 33,5 millió dollár volt.
Bár a Zöld Darázs valóban jobban kezdett, a 20,3 milliós első hétvégi bevétel is jobb eredmény, mint amire számítottak. A közönség túlnyomó többsége, több mint 70%-a nő volt. A CinemaScore szerint a közönség 25 év alatti része A-, míg a 25 év fölötti része B minősítést adott a filmnek. A várakozások szerint később inkább a fiatalok nézik majd meg a filmet.

## Fogadtatás
A kritikákat összegyűjtő Rotten Tomatoes a filmet 152 kritikus és jelentéseik alapján 49%-osra értékelte, és az elérhető 10 pontból 5,3-et ítélt meg. A Metacritic-nál, ahol 100 elismert kritikus pontszámait súlyozták, a film minősítése az itt megjelent 36 kritika alapján 50% lett. A Rotten Tomatoes leírása szerint a kritikusok így nyilatkoztak: "vannak forró és édes pillanatai, amiket megkeserít az előre tudható folytatás és a piszkos képzeletek. A szakértők szerint Portman és Kutcher derűsen, könnyedén alakítják a szerepeiket, de visszafogja a tehetségüket a középszerű forgatókönyv, ami enyhén tele van sikamlós témákkal."
David Edelstein kritikus így jellemezte a filmet: "Ez valószínűleg egy feminista máztól csöpögő alkotás, melyben az események soha nem úgy alakulnak, ahogy azt Emma elképzeli. Ez egy eddig még nem látott mértékben feminista film, pedig nem kéne annak lennie. Rengeteg oka lehet annak, főleg az egészségügyben, hogy egy okos fiatal nő miért nem akar idő- és érzelemrabló kapcsolatokba keveredni.”